# Андриенко, Василий Прокофьевич
Васи́лий Проко́фьевич Андрие́нко (12 декабря 1925 года — 3 января 1983 года) — участник Великой Отечественной войны, радист взвода управления 2-го дивизиона 103-го миномётного полка 3-й Свирской миномётной бригады 7-й артиллерийской дивизии прорыва Резерва Главного Командования 46-й армии 2-го Украинского фронта, старший сержант.
Герой Советского Союза (24.03.1945), старшина запаса.

## Биография
Родился 12 декабря 1925 года в селе Новосухановка ныне Сумского района Сумской области (Украина) в рабочей семье. Украинец. Член ВКП(б)/КПСС с 1950 года. Образование неполное среднее. Работал на заводе.
В сентябре 1943 года призван в Красную Армию. При Пензенском пехотном училище окончил 6-месячные курсы станковых пулемётчиков, а затем в городе Коломна Московской области — курсы радистов.
В начале 1944 года направлен на фронт. Воевал на Карельском, 2-м, 3-м и 4-м Украинских фронтах. Участвовал в освобождении Румынии, Болгарии, Чехословакии, Югославии, Венгрии, Австрии. Был дважды ранен, контужен.
В начале декабря 1944 года войска 2-го Украинского фронта, преодолевая сопротивления противника, вышли к Дунаю и начали подготовку к форсированию реки. Для обеспечения успешных действий артиллерии в 7-й артиллерийской дивизии прорыва были созданы специальные разведывательные группы, перед которыми ставилась задача проникать в тыл противника и по радио корректировать артиллерийский огонь. В одну из таких групп вошёл старший сержант Василий Андриенко.
4 декабря бойцы начали переправляться на лодке через Дунай на участке между городами Эрчи и Будафок, в 15 километрах восточнее Будапешта. Вскоре гитлеровцы обнаружили советских воинов и открыли миномётный огонь. Одна из мин попала в лодку. Погиб командир и большинство солдат. Противоположного берега достигли только двое — Василий Андриенко и младший сержант Алексей Скрыпник. Им удалось сохранить рацию и оружие. Замаскировавшись, они связались со своим командованием и доложили о случившемся.
Разведчики получили приказ выполнять боевое задание, поставленное перед группой. Находясь в непосредственной близости от противника, смельчаки передавали в штаб данные о фашистской обороне — её укреплениях, огневых точках. Однако фашисты обнаружили разведчиков и открыли по ним пулемётный огонь. Тогда Василий Андриенко, рискуя жизнью, скрытно подполз к вражескому дзоту и забросал его гранатами.
В это время наши подразделения уже переправлялись через Дунай. Андриенко вместе со своими боевыми товарищами корректировал огонь артиллерии, которым было уничтожено 4 миномётных батареи, 6 танков «тигр», 12 самоходных орудий «фердинанд» и свыше 150 солдат и офицеров противника. Своими действиями разведчики способствовали успешной переправе наших подразделений через Дунай. Лишь после того как Будапешт был окружён советскими войсками, смельчаки возвратились в свою часть.
Указом Президиума Верховного Совета СССР от 24 марта 1945 года за мужество и отвагу, проявленные при форсировании Дуная и удержании захваченного плацдарма в районе венгерского города Эрчи, старшему сержанту Андриенко Василию Прокофьевичу присвоено звание Героя Советского Союза с вручением ордена Ленина и медали «Золотая Звезда» (№ 2278).
После войны продолжал службу в Советской Армии. В 1950 году старшина В. П. Андриенко демобилизован. Вернулся на родину. Работал слесарем на спиртзаводе в селе Новосухановка. Неоднократно избирался депутатом сельского Совета.
Жил в селе Миловидовка Сумского района Сумской области. Умер 3 января 1983 года.

## Награды
- Медаль «Золотая Звезда» Героя Советского Союза (№ 2278)
- Орден Ленина
- Медали, в том числе:
  - Медаль «За победу над Германией в Великой Отечественной войне 1941—1945 гг.»
  - Юбилейная медаль «Двадцать лет Победы в Великой Отечественной войне 1941—1945 гг.»
  - Юбилейная медаль «Тридцать лет Победы в Великой Отечественной войне 1941—1945 гг.»

## Память
- Похоронен на кладбище в селе Миловидовка.
- В городе Сумы, в начале улицы имени Героев Сталинграда, создана аллея Славы, где представлены портреты 39 Героев Советского Союза, чья судьба связана с городом Сумы и Сумским районом, среди которых и портрет Героя Советского Союза В. П. Андриенко.